# Коксохімічна промисловість України

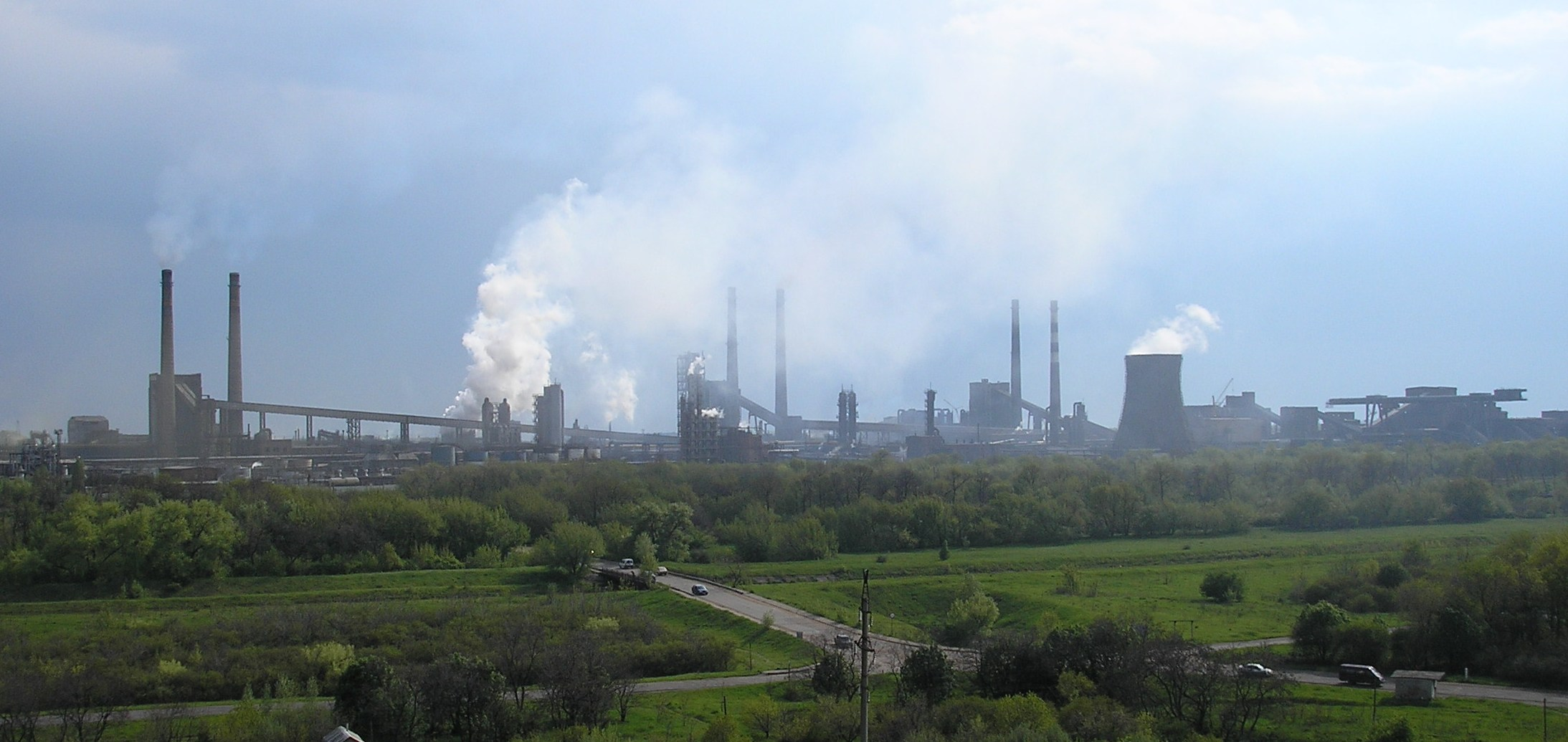
Вид на Ясинівський коксохімічний завод із терикону шахти «Бутовка-Глибока»

Коксохімічна промисловість — галузь важкої промисловості, на підприємствах якої здійснюється хімічна переробка кам'яного вугілля методом коксування.

## Загальна характеристика
У 2007 р. в Україні при виробництві 18,7 млн т доменного коксу використано 28,1 млн т вугільних концентратів, при цьому частка українського вугілля у шихті становила 66,5%, а 33,5% — імпортного вугілля (найбільше з Росії). Згідно з планами виробництва чавуну в Україні очікується збільшення потреби в коксі і збільшення його виробництва. Це обумовлює збільшення потреби у вугільних концентратах для коксування — з 28 млн т у 2007 р. до 41 млн т у 2015 р.

## Історія
У Російській імперії промислове виробництво коксу почалось у Донбасі у 80-х рр. XIX століття. Коксохімічна промисловість імперії була відсталою галуззю (1913 — 4,4 млн. т коксу).
За роки Радянської влади в СРСР створено технічно досконалу коксохімічну промисловість. Збудовано нові коксохімічні заводи, які увійшли до складу металургійних комбінатів у Магнітогорську, Кузнецьку, Нижньому Тагілі, Орську, Руставі. Значно розширено сировинну базу коксохімічної промисловості.
У 1978 за виробництвом коксу СРСР посідав 1-ше місце в світі.
Великого розвитку набула коксохімічна промисловість в Україні. За роки довоєнних п'ятирічок докорінно реконструйовано діючі й збудовано нові коксохімічні заводи — Дніпропетровський, Дніпродзержинський, Ждановський, Горлівський, Комунарський, Макіївський, Запорізький, Криворізький, Єнакіївський, Рутченківський. У 1940 в УРСР було вироблено 15,7 млн. т коксу. Високими темпами коксохімічна промисловість республіки розвивалася в післявоєнні роки. В 1979 в Україні у складі виробничого об'єднання "Укркокс" Міністерства чорної металургії УРСР діяло 15 коксохімічних заводів. Найбільші з них: Авдіївський коксохімічний завод імені 50-річчя СРСР, Криворізький коксохімічний завод імені Д. С. Коротченка, Комунарський завод і Ясинівський коксохімічний завод.
В УРСР виробництво коксу 1979 зросло проти 1960 в 1,4 раза. Поліпшилась якість коксу, організовано виробництво нових хімічних продуктів коксування. Підприємства коксохімічної промисловості країни оснащено потужними високопродуктивними динасовими батареями з високим рівнем механізації і автоматизації виробничих процесів, повним уловлюванням газу й хімічних продуктів їх скооперовано з підприємствами чорної металургії, вугільної та хімічної промисловості, що забезпечує раціональне використання коксового газу.
В коксохімічній промисловості значно зросла концентрація виробництва. Якщо 1960 в УРСР середня потужність одного заводу становила 2,0 млн. т коксу на рік, то 1979 вона досягла 2,8 млн. т.
Основними напрямами подальшого розвитку коксохімічної промисловості є оновлення парку коксових батарей за рахунок будівництва потужних нових і реконструкції ряду діючих; комплексна механізація і автоматизація виробничих процесів; впровадження дистанційного та програмного керування коксовими машинами; розширення вугільної сировинної бази; інтенсифікація існуючих і впровадження нових процесів коксування; здійснення заходів щодо охорони водного й повітряного басейнів від забруднення.
Проблемами розвитку коксохімічної промисловості в Україні займаються Український науково-дослідний вуглехімічний інститут, проектний інститут "Діпрококс" у Харкові та ін.

## Найбільші підприємства на території України
- Алчевський коксохімічний завод
- Криворізький коксохімічний завод
- Донецький коксохімічний завод
- Запоріжкокс
- Макіївкокс
- Южкокс
- Дніпрококс
- Авдіївський коксохімічний завод
- Дніпровський коксохімічний завод
- Єнакіївський коксохімічний завод
- Ясинівський коксохімічний завод
- Горлівський коксохімічний завод
- Дзержинський коксохімічний завод (Торецьк)
- Маріупольський коксохімічний завод
- Краматорський коксохімічний завод
- Харківський коксовий завод